# 高松駅 (東京都)

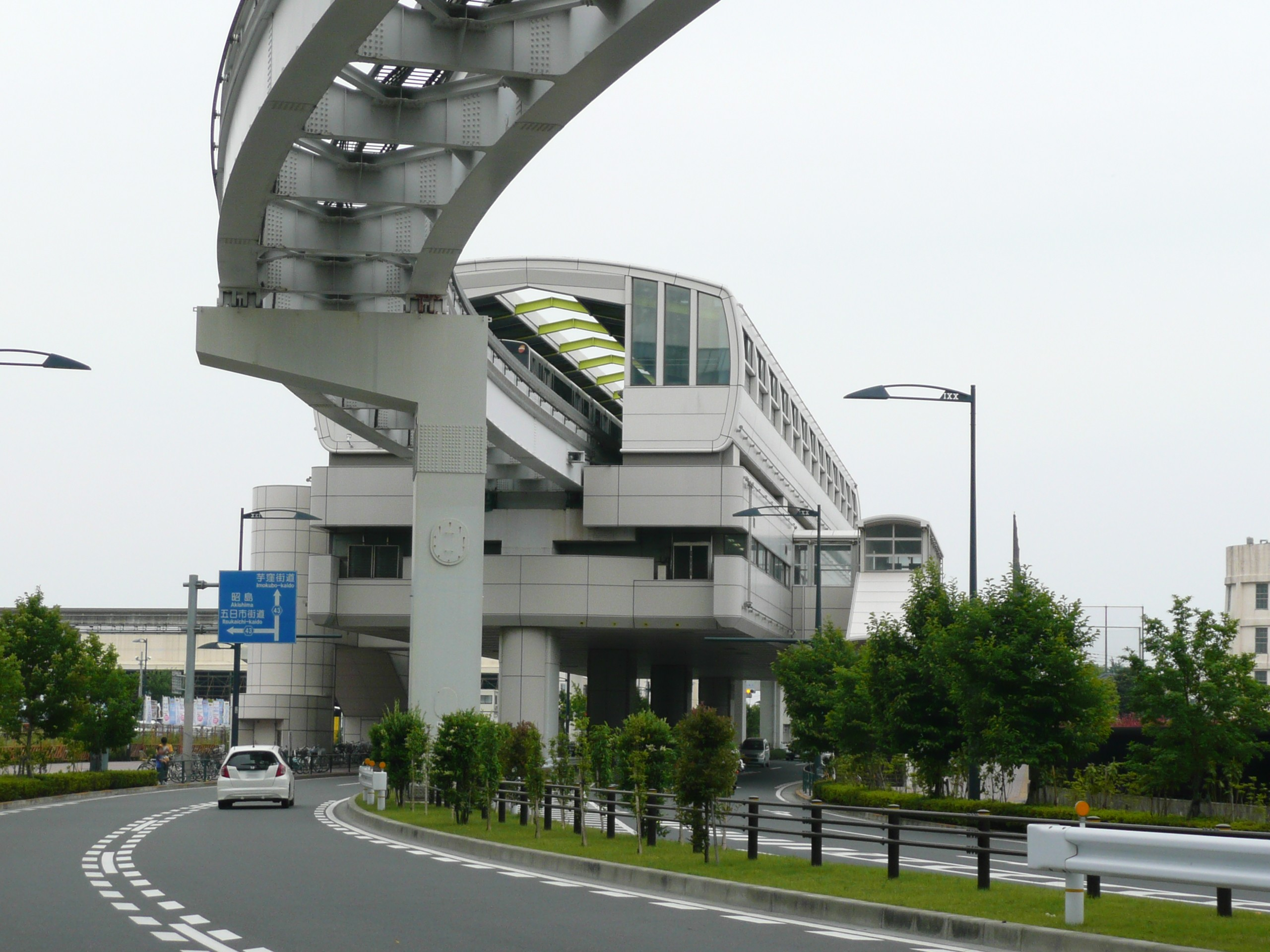
駅付近（2010年6月）

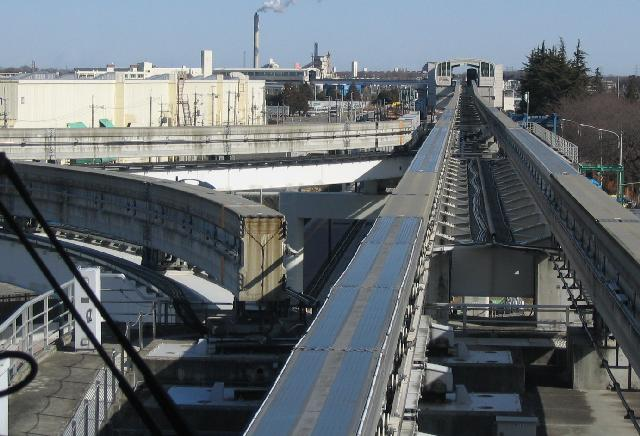
高松駅北側にある車両基地への分岐部分。奥に立飛駅、その左に泉体育館駅が見える

高松駅（たかまつえき）は、東京都立川市高松町一丁目にある多摩都市モノレール線の駅である。駅番号はTT13。

## 歴史
計画時の仮称は新高松駅だった。
- 1998年（平成10年）11月27日：多摩都市モノレールの上北台 - 立川北間開業と同時に、当駅が開業[1]。
- 2009年（平成21年）6月1日：当駅始発・終着となる列車を設定（平日ダイヤのみ）。

## 駅構造
相対式ホーム2面2線を有する高架駅である。路線標準デザインの駅舎で、立飛駅側に車両基地への分岐があり、高松駅方・立飛駅方双方から入出庫可能なデルタ線となっている。立川北駅始発・終着となる列車は、回送として当駅を通過した上で車両基地に入出庫する。

### のりば
| 番線 | 路線                 | 行先             |
| ---- | -------------------- | ---------------- |
| 1    | 多摩都市モノレール線 | 上北台方面       |
| 2    | 多摩都市モノレール線 | 多摩センター方面 |

2009年に、東京地方・家庭裁判所立川支部や国文学研究資料館・国立極地研究所が当駅付近に移転した。これに合わせ、同年6月のダイヤ改正より立川北始発・終着となる列車の一部が当駅始発・終着に延長された。

## 利用状況
2020年度の1日平均乗降人員は6,508人である。
開業以来の1日平均乗降・乗車人員推移は下記の通り。
| 年度               | 1日平均 乗降人員 | 1日平均 乗車人員 | 出典              |
| ------------------ | ---------------- | ---------------- | ----------------- |
| 1998年（平成10年） | 711              | 344              | [ 東京都統計 1 ]  |
| 1999年（平成11年） | 724              | 361              | [ 東京都統計 2 ]  |
| 2000年（平成12年） | 992              | 499              | [ 東京都統計 3 ]  |
| 2001年（平成13年） | 1,375            | 670              | [ 東京都統計 4 ]  |
| 2002年（平成14年） | 1,652            | 792              | [ 東京都統計 5 ]  |
| 2003年（平成15年） | 2,136            | 1,045            | [ 東京都統計 6 ]  |
| 2004年（平成16年） | 2,464            | 1,213            | [ 東京都統計 7 ]  |
| 2005年（平成17年） | 2,832            | 1,391            | [ 東京都統計 8 ]  |
| 2006年（平成18年） | 3,641            | 1,778            | [ 東京都統計 9 ]  |
| 2007年（平成19年） | 4,152            | 2,033            | [ 東京都統計 10 ] |
| 2008年（平成20年） | 4,714            | 2,292            | [ 東京都統計 11 ] |
| 2009年（平成21年） | 6,402            | 3,119            | [ 東京都統計 12 ] |
| 2010年（平成22年） | 6,841            | 3,345            | [ 東京都統計 13 ] |
| 2011年（平成23年） | 6,680            | 3,268            | [ 東京都統計 14 ] |
| 2012年（平成24年） | 7,075            | 3,454            | [ 東京都統計 15 ] |
| 2013年（平成25年） | 7,178            | 3,527            | [ 東京都統計 16 ] |
| 2014年（平成26年） | 7,968            | 3,847            | [ 東京都統計 17 ] |
| 2015年（平成27年） | 8,406            | 4,124            | [ 東京都統計 18 ] |
| 2016年（平成28年） | 7,986            | 3,892            | [ 東京都統計 19 ] |
| 2017年（平成29年） | 7,958            | 3,884            | [ 東京都統計 20 ] |
| 2018年（平成30年） | 8,054            | 3,937            | [ 東京都統計 21 ] |
| 2019年（令和元年） | 8,236            | 4,045            | [ 東京都統計 22 ] |
| 2020年（令和02年） | 6,508            | 3,197            |                   |

備考
1. ↑  1998年11月27日、多摩モノレール開業。

## 駅周辺
- 多摩都市モノレール本社・運営基地（車両基地）
- 国立国語研究所
- 国文学研究資料館・統計数理研究所・国立極地研究所
- 立川市役所（2010年5月6日、錦町より移転）
- 東京地方裁判所立川支部・東京家庭裁判所立川支部・立川簡易裁判所合同庁舎
  - 立川検察審査会
- 立川第二法務総合庁舎
  - 東京地方検察庁立川支部（八王子支部が2009年4月13日に移転）
  - 立川区検察庁（旧所在地の立川市錦町4-1-19から移転）
  - 東京保護観察所立川支部
- 自治大学校
- 国営昭和記念公園
- 立川広域防災基地
  - 立川防災合同庁舎
    - 内閣府災害対策本部予備施設
    - 国土交通省甲武営繕事務所

  - 陸上自衛隊立川駐屯地
    - 立川飛行場

  - 海上保安庁海上保安試験研究センター
  - 東京都立川地域防災センター
  - 警視庁多摩総合庁舎
    - 第八方面本部

  - 立川警察署
  - 東京消防庁立川防災施設
    - 第八消防方面本部
    - 立川消防署・立川都民防災教育センター（立川防災館）

  - 独立行政法人国立病院機構災害医療センター
  - 日本赤十字社東京都支部東京都赤十字血液センター立川事業所
- 東京都水道局多摩水道立川庁舎
  - 多摩水道改革推進本部
- 東京電力パワーグリッド立川支社（多摩総支社）
- 立飛ホールディングス南地区・高松地区
- IKEA立川
- いなげや青果・生鮮センター（立飛ホールディングス内）

## バス路線
駅の真下を立川バスの立飛循環線が通っているが、駅前には停留所が存在しない。

## 隣の駅
多摩都市モノレール
 多摩都市モノレール線
立飛駅 (TT14) - 高松駅 (TT13) - 立川北駅 (TT12)